# Давидішковський договір

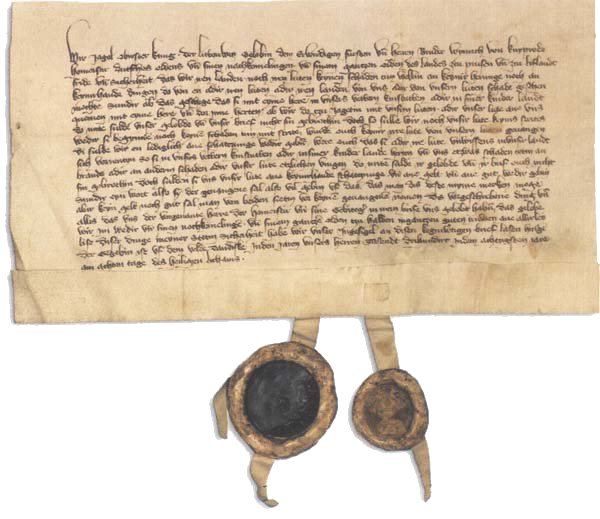
Давидішковський договір

Давидішко́вський до́говір — таємна угода, підписана 31 травня 1380 р. між великим князем литовським Ягайлом і великим магістром тевтонського ордену Вінріхом фон Кніпроде. Угода була спрямована проти дядька Ягайла, князь троцького, Кейстута Гедиміновича і стала однією з причин першої громадянської війни у Великому князівстві Литовському.

## Передумови укладання договору
Перед смертю великий князь литовський, Ольгерд оголосив своїм наступником молодшого сина, від другого шлюбу Ягайла, а не свого брата і радника Кейстута. Кейстут і його син Вітовт визнали титул Ягайла і підтримували з ним дружні стосунки, навіть коли його права на великокняжий стіл були оскаржені старшим сином Ольгерда Андрієм Полоцьким.
Взимку 1378 р. Орден організував велику військову кампанію проти Литви. Хрестоносці дійшли до Берестя і вийшли до Прип'яті. Лівонський орден вторгся в Упитську землю. Лицарі загрожували і столиці Князівства — Вільні. Кейстут запропонував укласти перемир'я і обмінятися військовополоненими. 29 вересня 1379 року в Троках було підписано десятирічне перемир'я. Це була остання угода, підписана Ягайлом і Кейстутом спільно. Проте, перемир'я з Орденом гарантувало безпеку тільки християнським землям Великого князівства на півдні і сході, тоді як язичницькі території на північному заході залишалися під загрозою. У лютому 1380 р. Ягайло без узгодження з Кейстутом уклав п'ятимісячне перемир'я з Лівонським орденом для захисту своїх спадкових земель в Литві, а також Полоцька, який Ягайло відібрав у свого брата і конкурента Андрія.

## Умови
Щоб підписання договору залишилося в таємниці, хрестоносці в травні 1380 організували п'ятиденне полювання, на яке були запрошені Ягайло, його радник Войдило, а також Вітовт з радником Іваном Гольшанським. До сих пір невідомо, чи знав про таємні переговори, спрямованих проти його батька, Вітовт. З боку Ордена були присутні великий комтур Рюдігер фон Ельнер, комтур Ельбінга Ульріх фон Фрікке і фогт Діршау Альбрехт фон Люхтенберг.
Місце підписання угоди невідомо. Назва Давидішкі виявлено тільки в хроніках Віганда фон Марбурга як Dowidisken. У самому ж тексті угоди згадується назва Daudiske. Проте, місце з такою назвою невідомо ні в Литві, ні в Пруссії. Існує гіпотеза, згідно з якою угода була підписана десь між Ковно та Інстербурго, або село, в якій підписувався договір, називалася Шаудінішкі.
В цілому, умови угоди були заплутаними і неоднозначними. Ягайло і Орден домовилися про спільний ненапад. Згідно з положеннями договору, Ягайло погоджувався не перешкоджати Тевтонського ордену воювати з Кейстутом і його дітьми. Однак якщо надання допомоги Кейстуту було б необхідним, щоб уникнути підозр, це б не було порушенням угоди.
Основною причиною укладення угоди з боку Ягайло була гарантія нейтралітету Ордена в боротьбі за владу між ним і князями Андрієм Полоцьким, Дмитром Брянським, і їх союзником Дмитром Донським. Напередодні Куликовської битви Ягайло встановив мир на західних кордонах Литви та об'єднався із Золотою Ордою проти Великого князівства Московського.
Деякі історики вважають, що ініціатива укладення угоди виходила від матері Ягайло Юліани Тверської або від його радника Войдила. Інші вказують на те, що Кейстутк було 80 років і він рішуче не приймав християнство, тоді як Ягайло було близько 30-ти і він шукав шляхи модернізації країни.

## Наслідки договору
У 1381 році хрестоносці вторглись в землі Кейстута — Троцьке князівство і Жемайтію. Просуваючись до Трок, орденське  вперше використовувало бомбарди. Був зруйнований Новий замок і взято в полон 3 000 чоловік. Після цього тевтонці сповістили Кейстута про таємний договір з Ягайло. Вагаючись, Кейстут вирішив порадитися з Вітовтом, який заявив, що про подібній угоді йому нічого не відомо. В кінці 1381 року Кейстут вирішив виступити проти Ягайла. Він обложив Вільно і проголосив себе великим князем. Вибухнула громадянська війна, яка завершилася вбивством Кейстута в Кревському замку і примиренням Вітовта з Ягайлом в 1384 році.